# Maside
Maside és un municipi de la província d'Ourense a Galícia. Pertany a la Comarca do Carballiño.
| 6.339 | 5.877 | 5.808 | 5.160 | 3.121 |
| Fonts: INE i IGE (Els criteris de registre censal variaren i les dades de l'INE i de l'IGE poden no coincidir.) |       |       |       |       |

## Parròquies
- Amarante (Santa María)
- Armeses (San Miguel)
- Garabás (San Pedro)
- O Lago (San Martiño)
- Louredo (Santa María)
- Maside (San Tomé)
- Piñeiro (San Xoán)
- Rañestres (San Mamede)
- Santa Comba do Trevoedo (Santa Comba)